# Pierre-Olivier Tremblay
Pierre-Olivier Tremblay, né le 22 novembre 1970 à Montpellier en France, est un prélat, Oblat de Marie-Immaculée et théologien québécois. Évêque titulaire en juillet 2018, il est nommé évêque de Hearst-Moosonee par pape François le 24 juin 2022,

## Biographie
Fils de Jean-Yves Tremblay, décédé en 2017, et de Marthe Robitaille, Pierre-Olivier Tremblay est né le 22 novembre 1970 à Montpellier, en France, où son père suivait des études.
Il suit des études secondaires au Collège Saint-Alexandre à Gatineau puis des études collégiales au Séminaire Saint-Augustin à Québec. Il obtient un baccalauréat en théologie à l'Université Laval, à Québec, en 1993, une maîtrise en sciences de la mission à l'Université Saint-Paul à Ottawa en 1997, puis en 2010 un doctorat en théologie pratique à l'Université Laval.
Il entre chez les Missionnaires Oblats de Marie-Immaculée le 12 août 1994, fait ses premiers vœux le 6 août 1995 et ses vœux perpétuels le 23 août 1998. Il a été ordonné prêtre dans la communauté des Oblats de Marie-Immaculée le 22 mai 1999 à Ottawa, en l'église Sacré-Cœur, par Reynald Rouleau, alors évêque de Churchill-Baie d’Hudson, au Manitoba..
De 1999 à 2003, il est vicaire à la paroisse de Chibougamau.
De 2003 à 2010, il travaille auprès de jeunes à Québec où il fonde avec quelques jeunes le groupe Le Tisonnier de Québec.
De 2010 à 2016, il est curé de la paroisse Sacré-Cœur d'Ottawa.
Depuis le 1er février 2016, il est le recteur du Sanctuaire Notre-Dame-du-Cap.
Le 21 mai 2018, le pape François nomme le père Pierre-Olivier Tremblay évêque auxiliaire au diocèse de Trois-Rivières. L'évêque élu assiste Luc Bouchard, évêque de Trois-Rivières tout en conservant ses fonctions comme recteur du Sanctuaire Notre-Dame-du-Cap. Son ordination épiscopale a eu lieu le 22 juillet 2018 à la Basilique Notre-Dame-du-Cap en présence de Luigi Bonazzi, nonce apostolique au Canada. Luc Bouchard est son principal consécrateur, Martin Veillette et Reynald Rouleau sont ses principaux co-consécrateurs.
Ce même jour, le 21 mai 2018, le pape le nomme évêque titulaire de Tinum (de), un ancien diocèse de la Croatie. Tremblay est le dixième évêque titulaire de ce diocèse depuis sa disparition et le deuxième Québécois après Jean-Pierre Blais, de 1994 à 2008.
Il est le cofondateur des Communautés chrétiennes missionnaires.
Le 24 juin 2022, il est nommé évêque de Hearst-Moosonee par pape François.

## Devise
La devise de Tremblay comme évêque est « Un feu sur la terre », un extrait de l'évangile selon Luc (Lc 12,49). Il l'explique ainsi : «"Je suis venu mettre un feu sur la terre". Ça démontre que Jésus est un homme passionné et visionnaire qui est venu pour un monde meilleur. Comme évêque, je veux partager ce grand désir.»

## Armoiries
Dans un commentaire sur sa page de profil Facebook, Tremblay décrit ainsi ses nouvelles armoiries : « Voici la signification (du moins pour moi!). L'étoile, c'est Marie, la vision, l'espérance. Le temple, c'est la foi, symbole de l'Église, rappel aussi de l'Université (entre autres l'Université d'Ottawa où j'ai été baptisé et ordonné et qui a été fondée par les oblats), l'importance de la théologie et de l'intelligence de la foi. Le temple est aussi un symbole de la Basilique (où je travaille) qui est un lieu important mais qui doit aussi être relativisé car le vrai Temple de l'Esprit, c'est notre cœur! L'arbre est bien sûr un olivier (avec des olives vertes). Symbole de la paix. Les deux symboles, le temple et l'olivier sont des symboles de l'Église, qui est à la fois "construite" (temple) et qui croît d'elle-même (arbre). Certains ont bien vu un petit clin d’œil: le temple, fait de pierres, et l'olivier, c'est aussi un rappel de mon nom Pierre-Olivier. Les couleurs sont un peu aléatoires, mais j'aime qu'elles rappellent les couleurs de la France où je suis né. Le rouge représente aussi le Feu de ma devise. En fin de compte, on retrouve les trois vertus: foi (Temple), espérance (étoile) et charité (olivier). C'est aussi les fonctions de prêtre, prophète et roi. »